# František Odkolek
František Odkolek (29. srpna 1817 Roudnice nad Labem – 25. prosince 1876 Praha) byl pražský majitel mlýna, mlynář, pekař, krupař, člen obecní městské rady královského hlavního města Prahy a zakladatel firmy František Odkolek, činný v mnoha spolcích a roku 1866 vyznamenaný císařem Františkem Josefem zlatým záslužným křížem s korunou.

## Životopis

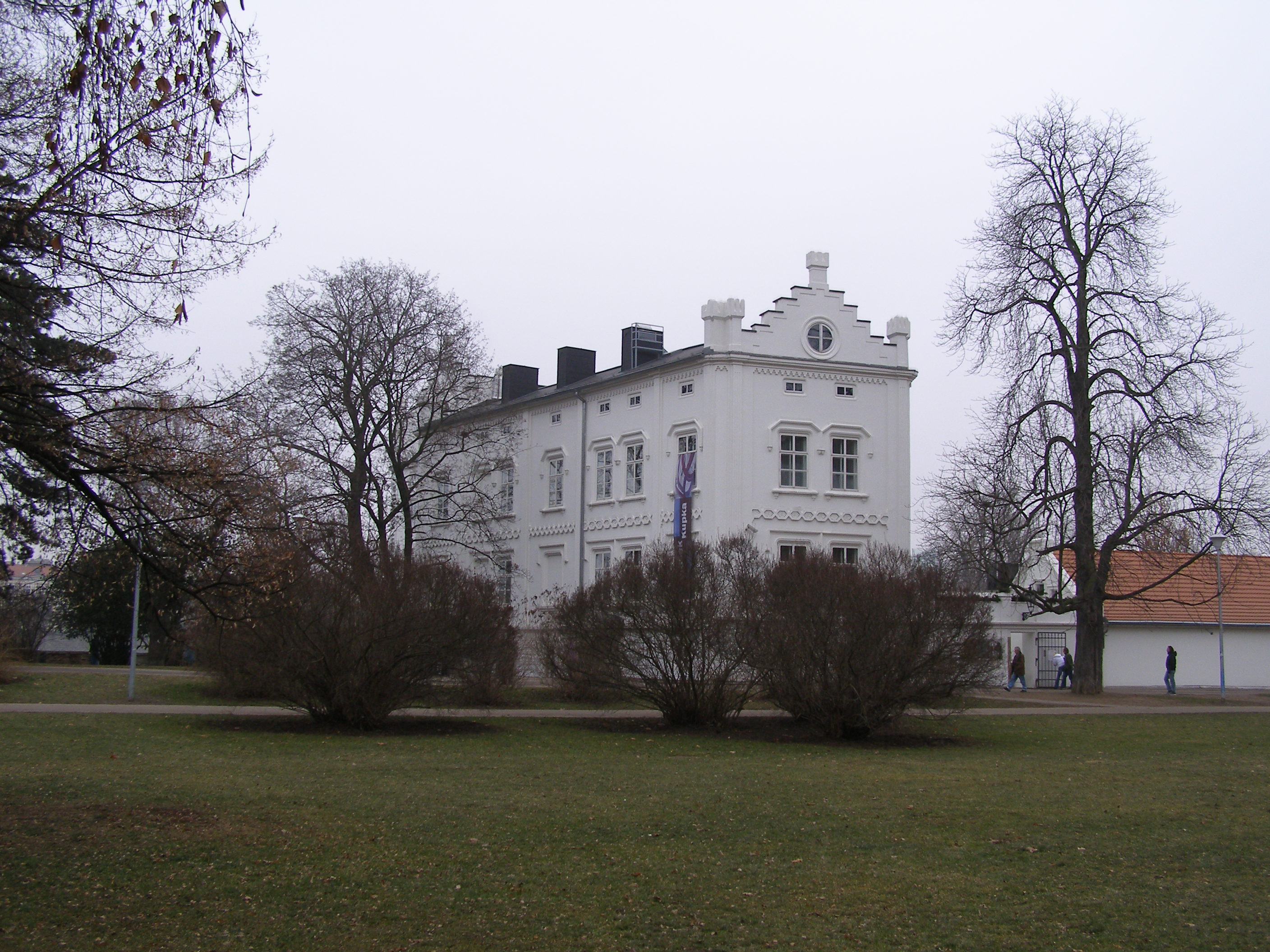
Historizující křídlo Sovových mlýnů postavené Františkem Odkolkem

František Odkolek se narodil rodičům Františkovi Antonínovi a Anně Odkolkovým (matka byla rozená Johnová) v Roudnici nad Labem. František přišel do Prahy už v roce 1840 jako mlynářský „krajánek“ (vyučený mlynář bez vlastního mlýna) a začal pracovat u mlynáře Františka Trödla v Sovových mlýnech na Kampě. Oženil se s mlynářovou nejstarší dcerou Marií (26. října 1840) a stal se správcem mlýna. Potomky Františka byli Jindřich, Marie, Anna, Jaroslav, Milada, Ludmila a Zdeňka později provdaná za pražského právníka Ladislava Pinkase.
Po smrti mlynáře Trödla roku 1850 František a Marie mlýn (čp. 503-III) zdědili. František provozoval vedle mlynářské a krupařské živnosti také říční plovárnu na Vltavě. V roce 1858 započal s celkovou přestavbou původního mlýna. K mlýnu čp. 503 nechal přistavět parní strojní mlýn čp. 527-III tzv. americký (německy Kunstmühle), jehož byl následně majitelem.
Podle návrhu architekta Josefa Zítka přistavěl v roce 1861 budovu s obytnými místnostmi a o tři roky později v roce 1864 zakoupil od knížete Lichtenštejna sousední zahradu čp. 505-III a dům čp. 506-III (Lichtenštejnský palác), který nechal o jedno patro navýšit a následně budovu pronajímal. Nejprve německému polytechnickému institutu a později druhé německé reálce v Praze. Zahrada na Kampě mezi mlýny a palácem se pak nazývala Odkolkovská.
V roce 1866 přikoupil od hraběte Fr. Vratislava zahradu čp. 502-III (Holzgarten) a v roce 1867 mlýn s pilou čp. 504-III (Heinricha Leglera, od r. 1863 v držení Josefa a Karolíny Riedlových), který hodlal demolovat a na jeho místě přistavět ke stávající části mlýna obytnou třípatrovou budovu, dílny a sklady. K tomu přikoupil od obce pražské část řečiště Vltavy, které musel ale po neúspěšném zaknihování v roce 1869 splatit císařskému královskému eráru. V roce 1872 vyrostl v areálu mlýna obrovský komín, který vzbudil u pražského obyvatelstva velké pohoršení.
S bratrem Josefem vlastnil František mlýn U tří kaprů na Starém Městě Pražském a s chotí Marií spoluvlastnil dům čp. 185 v Josefově. Na přestavbě Sovových mlýnů v roce 1867 působili architekti Josef Schulz a Josef Zítek. Firmu „Fr. Odkolek, parní mlýn v Praze“ pak proslavil syn Jindřich, který už v roce 1870 obdržel od otce u firmy prokuru a z mlýna a pekárny později vytvořil prosperující obchodní společnost se sítí prodejních skladů, prodávajících „Odkolkův chléb“.
Zemřel v Praze roku 1876 a byl pohřben na Malostranském hřbitově.

### Domnělý šlechtický původ
V literatuře bývá někdy zmiňována příslušnost Františka Odkolka resp. jeho rodiny ke šlechtickému rodu Odkolků z Újezdce, není však považována za prokázanou. Sám František Odkolek šlechtický titul nepoužíval ani neusiloval o uznání nobilitace.

## Firma František Odkolek

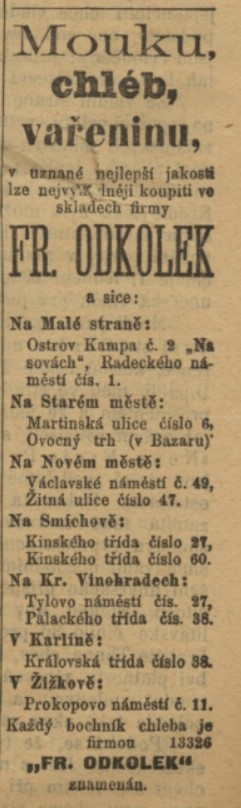
Soupis pražských prodejen firmy Odkolek (Národní listy, 1899)

Dne 13. května 1867 si nechal František Odkolek zapsat u obchodního soudu v Praze firmu „Franz Odkolek”, živnost mlynářská, strojní mlýn a parní pekárna na chleba, obchod s moukou a luštěninami se sídlem v Praze na Sovomlýnské ulici (Eulmühlgasse) čp. 503 a 504. Po smrti Františka Odkolka byla firma 25. prosince 1877 přeměněna na obchodní společnost s názvem „Fr. Odkolek“, hlavní závod v Praze, živnost mlynářská, pekařská a krupařská („Fr. Odkolek“ Müller-, Bäcker- und Grieslergewerbe in Prag), jejímiž společníky se stali vdova Marie Odkolková a její synové Jindřich Odkolek a Jaroslav Odkolek. V roce 1879 bratr Jaroslav z firmy vystoupil.
Po smrti matky v roce 1891 se podniku na Kampě ujal syn Jindřich Odkolek, který v březnu roku 1892 vymazal u obchodního soudu v Praze firmu „Fr. Odkolek“ z rejstříku firem společenstev a vložil ji do seznamu firem jednotlivců. Zdenka Odkolková obdržela samostatnou prokuru. Už na podzim 1891 byla tzv. Odkolkova zahrada mezi mlýnem a Lichtenštejnským palácem nabídnuta ve formě 4 stavebních parcel k prodeji.
V roce 1895 zemřel majitel firmy Jindřich Odkolek a v roce 1896 mlýn na Kampě do základů vyhořel. Dcera Zdeňka, provdaná za JUDra Ladislava Pinkase (přísedící zemského výboru, finanční referent zem. výboru, zemský poslanec, od r. 1912 též předseda správní rady parního mlýna a továrny na chléb ve Vysočanech) měla v úmyslu mlýn obnovit, k čemuž pražská obec nedala svolení. Hlavně kvůli znečištění ovzduší kouřem z mlýnského komína. Pekárna a obchod zůstaly po celou dobu v provozu. Dne 14. listopadu 1897 byla firma „Fr. Odkolek“ přepsána na obchodní společnost, jejímiž účastníky se stali: Zdeňka Pinkasová (rozená Odkolková a choť advokáta L. Pinkase v Praze) a pražský soukromník Vincenc Gőtzl (manžel Zdenčiny sestry Ludmily a bratr Viléma Gőtzla, předsedy Pražské úvěrní banky). Oba firmu samostatně zastupovali a podepisovali.
V roce 1897 prodali společníci firmy téměř 30 let pronajímaný dům čp. 506-III (Lichtenštejnský palác) Královskému hlavnímu městu Praze. V květnu roku 1901 schválil Sbor obecních starších Královského města Prahy návrh na uzavření nájemních smluv s firmou „Fr. Odkolek“, týkajících se pekárny na Kampě (čp. 502—III) a obytných místností (čp. 503, 504 a 527-III) na dobu od 1. února 1902, následně pak od 1. února 1903 do konce ledna roku 1908.
Nová Odkolkova obchodní společnost si zařídila prodej svých výrobků (mouky, chleba a luštěnin) nejprve na Král. Vinohradech na Havlíčkově třídě čp. 55. V červnu roku 1898 už disponovala prodejními sklady: na Malé Straně (Ostrov Kampa, Radeckého náměstí), na Starém Městě (Martinská ulice, Ovocný trh, Eliščina třída), na Novém Městě (Václavské náměstí, Žitná ulice), na Smíchově (Kinského třída č. 27 a 60), v Karlíně (Hlavní třída č. 27), na Král. Vinohradech (Havlíčkova ulice č. 55). V roce 1906 přibyl prodejní sklad na Jungmannově třídě čp. 45.
Od roku 1912 byla firma akcionována Pražskou úvěrní bankou a Anglo-rakouskou bankou. Nová akciová společnost nesla název Fr. Odkolek, akciová společnost, parní mlýn a továrna na chléb se sídlem ve Vysočanech u Prahy. V roce 1915 převzala pekárny někdejší firmy Odkolek a spol. na Kampě správa města Prahy, která zde ve své režii vyráběla ze svých vlastních moučných zásob pro obyvatele města válečný chléb.